# Massimo Ganci
Massimo Ganci (* 17. November 1981 in Mailand) ist ein italienischer ehemaliger Fußballspieler.

## Karriere
Massimo Ganci begann seine Karriere im Jahr 1998 beim damaligen Zweitligisten Calcio Monza. Er absolvierte am 12. März 2000 im Auswärtsspiel bei Brescia Calcio sein Profidebüt für Monza. In der Saison 2000/01 schaffte er den Sprung zum Stammspieler bei Monza, als er 25 Serie-B-Partien bestritt und sieben Treffer erzielen konnte. Zum Saisonende folgte mit nur 31 Punkten der Abstieg in die drittklassige Serie C1. Obwohl Ganci neun Tore für die Mannschaft in der Liga erzielen konnte, fiel Monza in der darauffolgenden Spielzeit noch eine Stufe tiefer und musste den Gang in die vierthöchste Liga antreten. Der Angreifer entschied sich daraufhin den Verein zu verlassen und bei FBC Treviso einen Vertrag zu unterzeichnen. In den folgenden zwei Jahren gelang es ihm seine Torausbeute noch zu verbessern und mit 15 Saisontoren in der Saison 2003/04 Treviso zum Klassenerhalt in der Serie B zu verhelfen.
Im Sommer 2004 wechselte er schließlich zum Serie-A-Aufsteiger Reggina Calcio. Der Stürmer erhielt zehn Einsätze in der höchsten Spielklasse, agierte jedoch glücklos und verließ den Verein nach wenigen Monaten wieder ohne ein einziges Tor für die Mannschaft erzielt zu haben. Beim Zweitligisten Piacenza Calcio fand er einen neuen Arbeitgeber. Ganci schaffte es nicht an seine früheren Leistungen bei Monza und Treviso anzuknüpfen und blieb mit nur vier Toren in 40 Partien weit hinter den Erwartungen zurück. Im Januar 2006 wurde er an den Ligakonkurrenten AS Bari verkauft. Bis zum Saisonende erreichte er in 13 Partien drei Tore und fand zu seiner Form zurück. Nachdem ihm in der Saison 2006/07 immerhin sechs Treffer gelungen waren, blieb er in der Folge in 25 Ligaspielen für Bari ohne Torerfolg. Im Sommer 2008 unterschrieb der Angreifer bei der AS Cittadella.
Dort hielt es ihn nur wenige Monate und Ganci transferierte erneut innerhalb der Serie B zu Salernitana Calcio. Bei den Süditalienern sorgte er mit fünf Toren in den letzten sieben Partien der Saison 2008/09 für den Klassenerhalt.
Kurz darauf einigte er sich mit dem abruzzesischen Verein Pescara Calcio auf einen Transfer und schloss sich den Drittligisten an. Am 6. September 2009 debütierte er für Pescara im Auswärtsspiel bei der SS Virtus Lanciano, als er nach 60 Minuten eingewechselt wurde. Drei Spieltage später gelang ihm gegen die AS Andria BAT sein erstes Tor für Pescara, dies war zugleich der 1:0-Siegtreffer für die Mannschaft aus den Abruzzen.
In den Play-offs um den Aufstieg in die Serie B erzielte er in vier Partien gegen AC Reggiana und Hellas Verona insgesamt drei Treffer und verhalf Pescara somit nach drei Jahren zur Rückkehr in die zweithöchste Spielklasse.